# Geich (Zülpich)

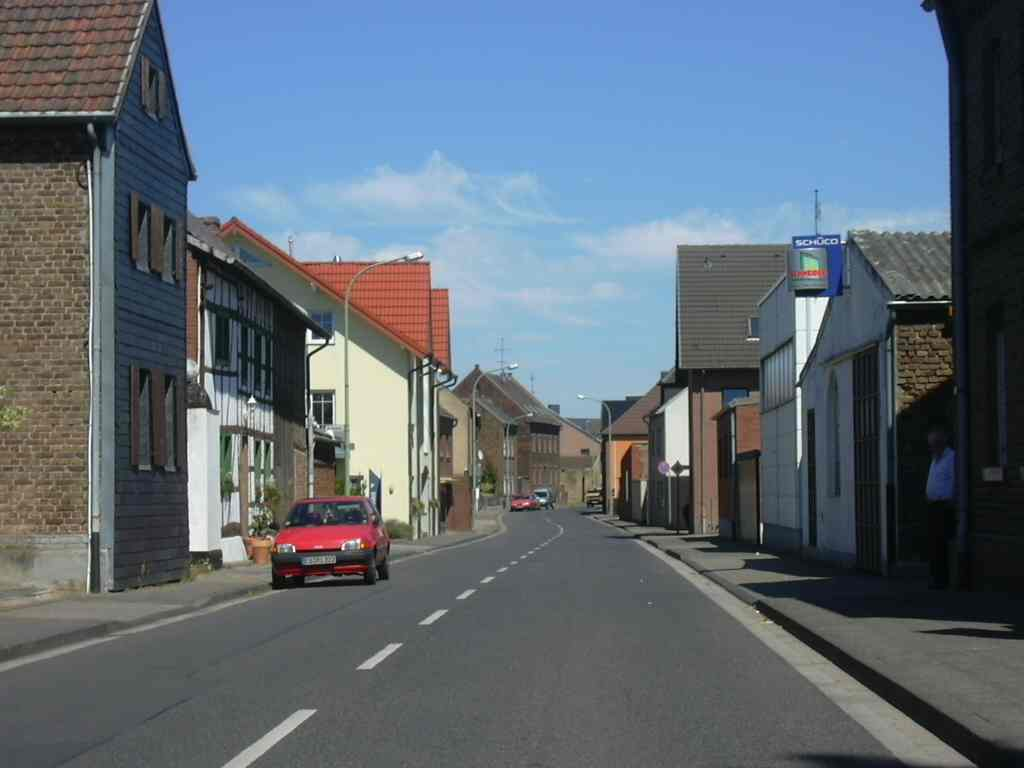
Hauptstraße

Geich ist ein Stadtteil von Zülpich im Nordrhein-westfälischen Kreis Euskirchen. Ortsvorsteher ist Dieter Schindler (Stand Januar 2018).
Am 1. Juli 1969 wurde Geich in die damalige Gemeinde Füssenich eingegliedert. Am 1. Januar 1972 wurde Füssenich (mit Geich) in die Stadt Zülpich eingegliedert.
Die nächste Anschlussstelle ist Euskirchen auf der A 1.
Bis 1957 hatte der Ort mit dem Bahnhof Geich-Füssenich einen Anschluss an die Bahnstrecke von Distelrath über Nörvenich und Zülpich nach Embken.
Geich wird von der AVV-Buslinie 298 sowie an Schultagen mit einzelnen Fahrten von der AVV-Buslinie 218 der Rurtalbus bedient. Bis zum 31. Dezember 2019 wurde die Linie 298 vom BVR Busverkehr Rheinland, die Linie 218 von der Dürener Kreisbahn betrieben. Abends verkehren einzelne Fahrten des MiKES nach Füssenich und Zülpich. Es verkehrt zudem die Schulbuslinie 984.
| Linie | Betreiber    | Verlauf |
| ----- | ------------ | --- |
| 218   | Rurtalbus    | Zülpich Adenauerpl./Schulzentr. – Frankengraben – Geich – Füssenich – Juntersdorf – Embken |
| 298   | Rurtalbus    | Düren Bf/ZOB – StadtCenter – Gneisenaustraße – Binsfeld – Rommelsheim – Bubenheim – Jakobwüllesheim – Vettweiß – Froitzheim – (Ginnick ← Embken ← Juntersdorf ←) Füssenich – Geich – Zülpich Post – (Zülpich Bf –) Zülpich Frankengraben – (Adenauerpl./Schulzentr. –) (Nemmenich –) Ülpenich – (Enzen –) Dürscheven – Elsig – Euenheim – Euskirchen Berufskolleg – Euskirchen Bf |
| 889   | RVK/Kreis EU | MiKE / AST-Verkehr: (Füssenich – Geich –) Bessenich – Zülpich Bf – Zülpich Frankengraben (→ Nemmenich → Lüssem → Ülpenich → Dürscheven → Enzen) |
| 984   | RVK          | Swisttal / Erftstadt / Zülpich – Weilerswist |